# Berghain
Le Berghain (prononcé en allemand : /bɛɐ̯k.haɪn/) est un club/boîte de nuit techno de Berlin, en Allemagne. Son nom dérive des deux quartiers dont il est à la frontière : Kreuzberg et Friedrichshain. Il est géré par Michael Teufele et Norbert Thormann.

## Description
Le club, reconversion du club gay Ostgut qui ferme ses portes le 6 janvier 2003, se situe dans le quartier de Friedrichshain, proche de la gare Ostbahnhof. Il est abrité par une ancienne centrale électrique désaffectée au style stalinien : ensemble architectural de béton et de fer, le bâtiment se distingue par ses larges dimensions et notamment ses plafonds hauts de plus de 18 mètres. Seule la moitié du bâtiment est utilisée et le Berghain peut actuellement accueillir 1500 personnes. Le club se divise en quatre étages, dont le dernier abrite le Panorama Bar. Contrairement à ce que laisse entendre ce nom, il n'offre aucun panorama sur Berlin. 
Le style musical du Berghain est essentiellement techno, techno minimale, le Panorama Bar (Panne Bar) s'orientant plus vers la house et la deep house.

## Mythe
Le Berghain a gagné une réputation sulfureuse par le contenu de ses nuits à tendance hédoniste et décadente, le club comptant deux backrooms et sa clientèle étant considérée comme assez libertine. Le club a également la réputation d'avoir le meilleur son du monde, diffusé via des enceintes Funktion-One revues par Marcel Dettmann, mais aussi grâce aux meilleurs DJ de la scène techno/electro mondiale qui s'y produisent du vendredi au lundi. Les résidents et anciens résidents Ben Klock, Marcel Dettmann, Tama Sumo, Steffi représentent aujourd'hui la techno allemande aux yeux du reste du monde. « Du dance-floor principal à celui, plus petit mais non moins agité, du Panorama Bar (...) circule une musique d'une intensité stupéfiante et d'une énergie considérable, relatent Les Inrockuptibles. (...) Fort d'une solide escouade de DJ résidents, à la tête desquels Ben Klock et Marcel Dettmann, et de son propre label Ostgut Ton, le Berghain symbolise, en sus d'une conception extensive de la fête, une vision prospective de la musique électronique ».
À l'origine, lorsque le club portait encore le nom Ostgut avant d'être contraint de fermer par les autorités, le public du Berghain était majoritairement homosexuel, mais depuis l'ouverture du nouveau club en décembre 2004, il s'est de plus en plus diversifié, rendant le profil du club très cosmopolite et international. Il promeut la fluidité des genres et des sexualités.
Le Berghain a très vite atteint une réputation quasi mythique en raison de ses nombreuses particularités qu'il cultive. Il est par exemple formellement interdit de prendre des photos dans le club (comme dans de nombreux clubs berlinois), ce qui correspond à la philosophie du lieu qui consiste à offrir le maximum de liberté pour permettre au spectateur de devenir acteur du moment présent et vivre « l'expérience Berghain » dans toutes ses possibilités. Les clients sont d'ailleurs fouillés à l'entrée précisément pour confisquer les appareils.
Le Berghain a aussi mis en place une politique très stricte de sélection à l'entrée. La sélection y est assez imprévisible au premier abord : aucune règle (de code vestimentaire, de genre, de sexe, d'âge ou de notoriété) ne garantit l'entrée dans le club. La file d’attente peut être longue à toute heure de la nuit et du jour, le club ne fermant ses portes que le lundi matin.

## Critiques
Il est qualifié de « probablement le meilleur night-club du monde » par Philip Sherburne, et classé en tête du Top 100 des clubs par DJ Mag en 2009.
Toutefois, en 2009, le magazine Les Inrockuptibles décrit le club en ces termes : « À l'intérieur du Berghain, de très jeunes gens dansent très vite grâce à des substances. Partout on se roule des pelles avec des langues confites à l'alcool. Certains titubent sous les plafonds hauts; il faut éviter les plaques de vomi. [...] Les photos sont interdites, on comprend pourquoi ».